# Décès en 840
Décès
- 836
- 837
- 838
- 839
- 840
- 841
- 842
- 843
- 844

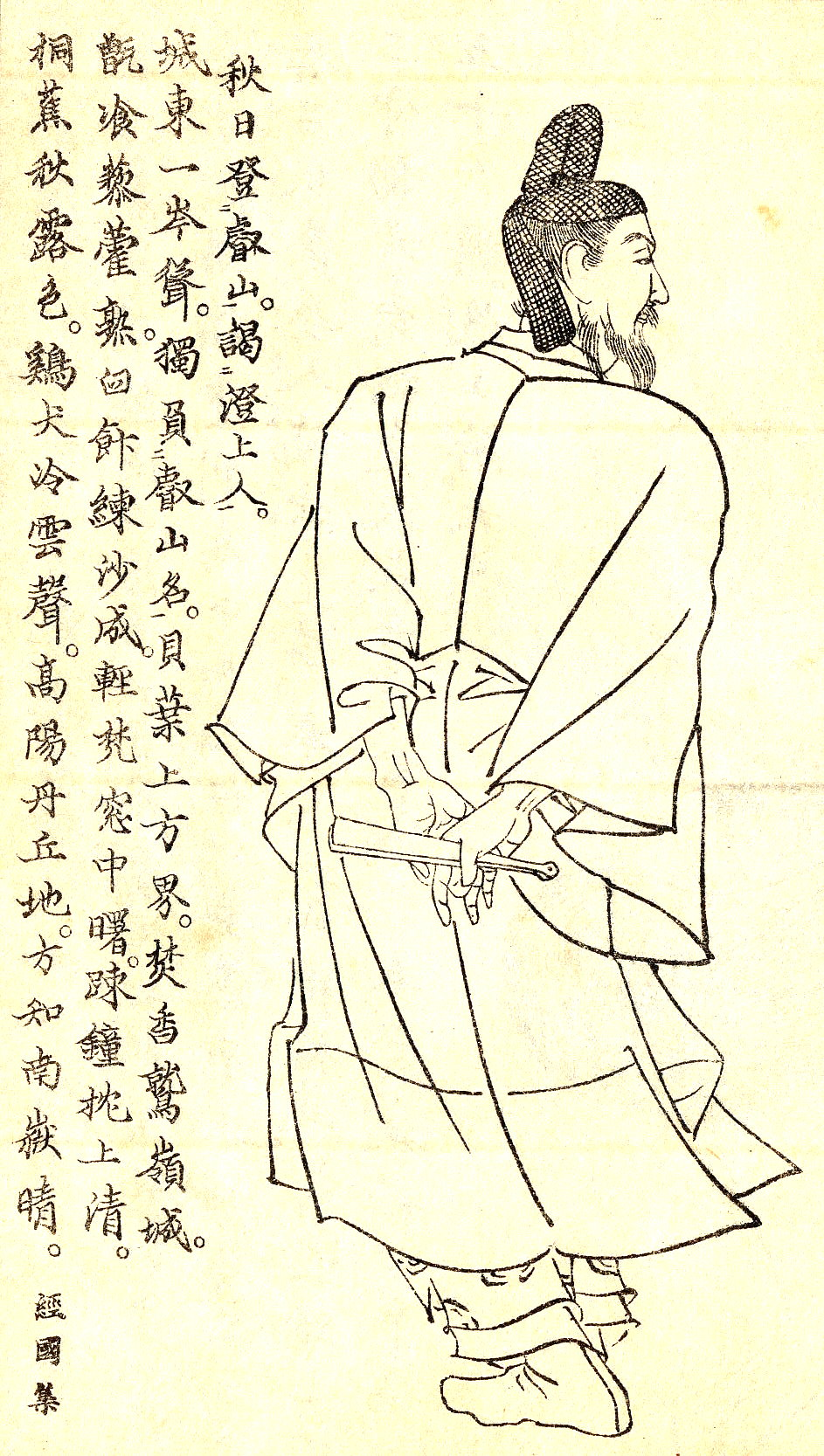
Fujiwara no Tsunetsugu mort en 840.

Cette page dresse une liste de personnalités mortes au cours de l'année 840 :
- 10 février : Tang Wenzong, empereur chinois taoïste de la dynastie Tang.
- 12 février : Li Chengmei (en), prince impérial de la dynastie Tang.
- 13 mars : Ansovino, évêque de Camerino.
- 14 mars : Éginhard, homme politique et chroniqueur franc.
- 8 mai : Junna, 53e empereur du Japon.
- 27 mai : Fujiwara no Tsunetsugu, érudit et diplomate de l'époque de Heian de l'histoire du Japon.
- 20 juin : Louis dit le pieux, empereur d'Occident (814-840).

- Agobard de Lyon, évêque de Lyon.
- Al-Jarmi (en), grammairien de Basrah (en).
- Contard de Naples, brièvement duc de Naples.
- Czimislav (en), roi des Sorabes.
- Salmawaih ibn Bunan (en), médecin assyrien.
- He Jintao (en), général chinois de la dynastie Tang.

## Crédit d'auteurs
- Cet article est partiellement ou en totalité issu de l'article intitulé « 840 » (voir la liste des auteurs).